# 虹村かんな
虹村 かんな（にじむら かんな、1995年〈平成7年〉5月27日 - ）は、日本のモデル、タレント、女優。京都府出身。愛称は「かんにゃ」。

## 来歴
高校卒業後、1浪を経て広島大学工学部に進学したが、機械工学を学ぶよりも漫画家になりたいと思い、大学を中退して上京、コスプレイヤーとしての活動を行うようになる。
その後、モデル活動を始め、某イベントで企業コンパニオンをしていた時に「君、名前で損しているよ」と言われるなどしたこともあり、2021年5月に日本コロムビアに所属するタイミングで「虹村かんな」に改名した。
2021年12月、ミスジェニック2021を受賞。2022年2月、三枝孝臣氏プロデュース・ドラマ「サウナの神様」に出演。2022年12月、フジテレビ系列全国ネットドラマ『最高のオバハン 中島ハルコ』第9話・第10話に出演。

## 人物
趣味は料理、DIY、ギター、コスプレ。もの作り全般が好きで、衣装制作なども自分で手掛ける。特技はイラストを描くこと。好きなカラーはグリーン。お笑いをこよなく愛し、M-1グランプリは、初戦からチェックしている。また、渋谷La.mamaで行われているラ・ママ新人コント大会のコーラスラインのコーナーアシスタントに不定期出演もしている。

## 出演

### テレビ
- 日本テレビ「ヒルナンデス!」
- TBSチャンネル「サウナの神様」[3]
- 東海テレビ「最高のオバハン 中島ハルコ」[4]
- テレビ東京「ゴッドタン」

### 雑誌
- ヤングガンガン 2022年4号（2022年2月4日、SQUARE ENIX）
- BOMB 2022年3月号（2022年2月9日、ワン・パブリッシング）
- ヤングガンガン 2022年9号（2022年4月15日、SQUARE ENIX）
- 週刊プレイボーイ 2022年22号（2022年5月16日、集英社）
- カメラホリック Vol.7（2022年6月15日、ホビージャパン）撮影：ハービー山口

### ドラマ
- TikTokドラマ「きみどら」（「バレンタインデイの嘘」主演）
- TikTokドラマ「深夜劇場」
- TOKYO MX2「傀儡の声」 - レイア 役